# Rapnus
Rapnus é um género de escaravelho aquático da família Dryopidae, descrito por Grouvelle em 1899.

## Espécies
- Rapnus andreaei, Delève, 1964[2]
- Rapnus formosus, Delève, 1964[3]
- Rapnus raffrayi, Grouvelle, 1899[4]